# Castleton (condado de Rutland)
Castleton es un lugar designado por el censo ubicado en el condado de Rutland en el estado estadounidense de Vermont. En el año 2010 tenía una población de 1485 habitantes.

## Geografía
Castleton se encuentra ubicado en las coordenadas 43°36′37″N 73°10′48″O / 43.61028, -73.18000.